# 軽スーパーハイトワゴン

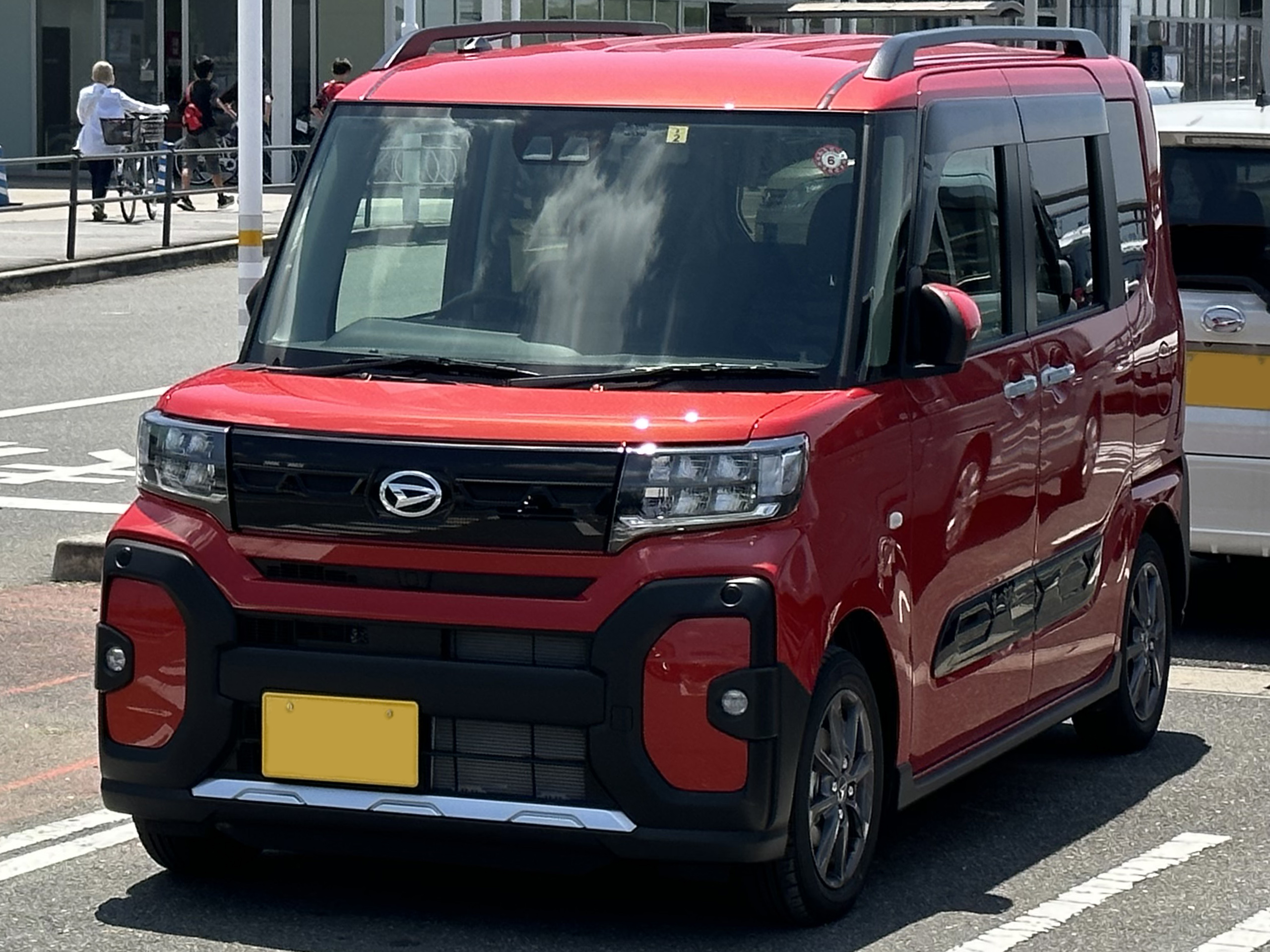
ダイハツ・タント ファンクロス

軽スーパーハイトワゴン（けいスーパーハイトワゴン）とは、軽自動車のスタイルの呼称の1つである。軽トールワゴンより高い全高の大きなキャビンと前部にボンネットを持つ2ボックススタイルの1.5BOXの軽乗用車である。

## 概要
軽スーパーハイトワゴンは、軽トールワゴンよりも全高が高いのが特徴の1つで、多くが全高1,700mm以上超える。また、多くの自動車メーカーが後席左右にスライドドアを採用している。これにより、室内の空間が広く、乗り降りや荷物の積み下ろしなどが楽になる利点がある。
エンジンはボンネット内の横置き配置が基本で、駆動方式はFF・もしくはそれをベースとした4WDである。
なおホンダでは、全高1,700mmを超える乗用タイプを「スーパーハイトワゴン」と定義している。

## 歴史

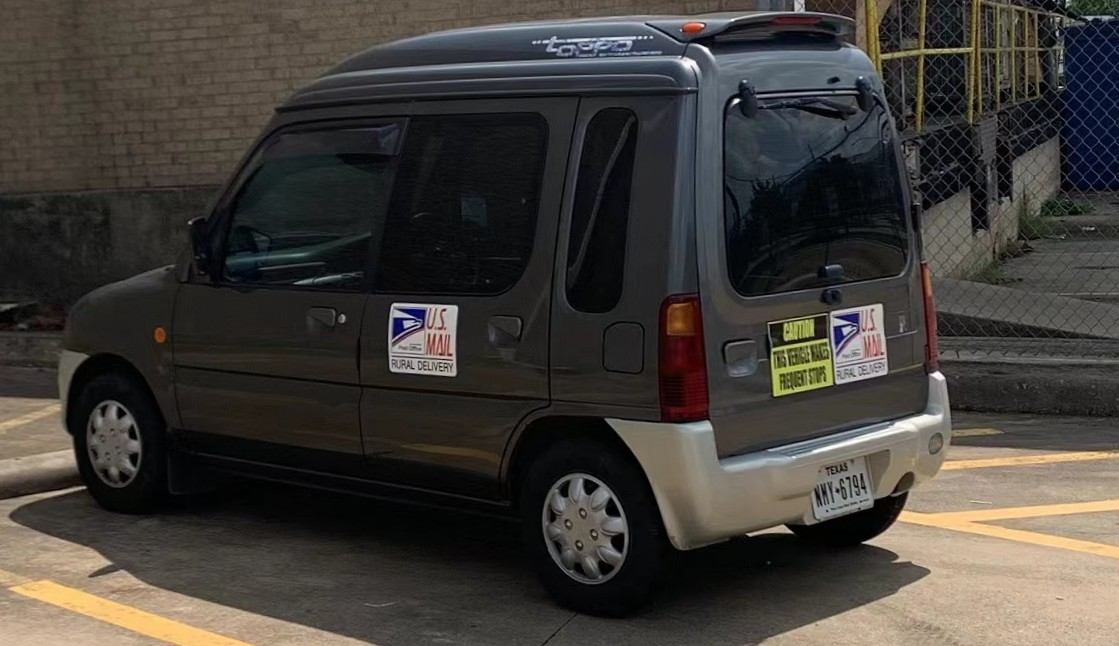
三菱・ミニカトッポ（2代目 Rモデル）

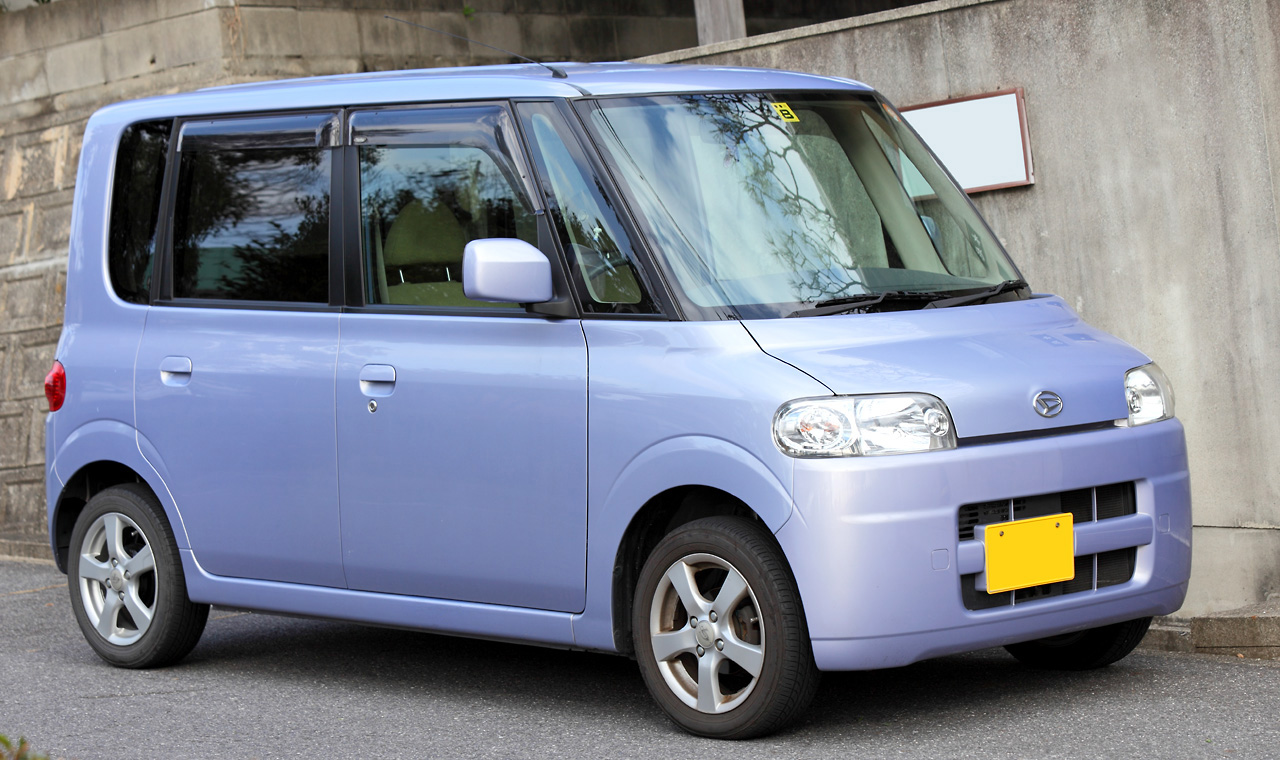
ダイハツ・タント（初代）

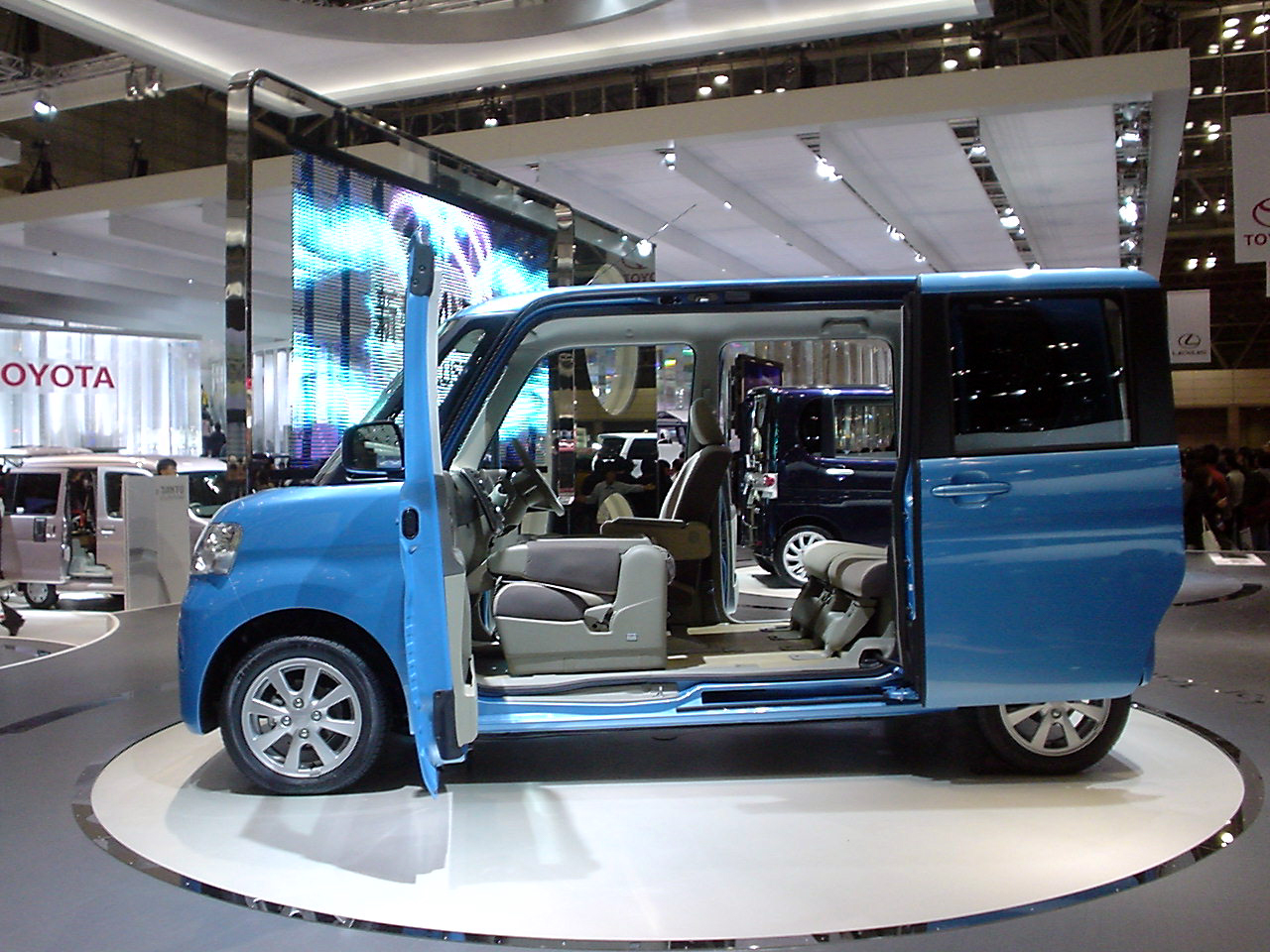
ダイハツ・タント（2代目）

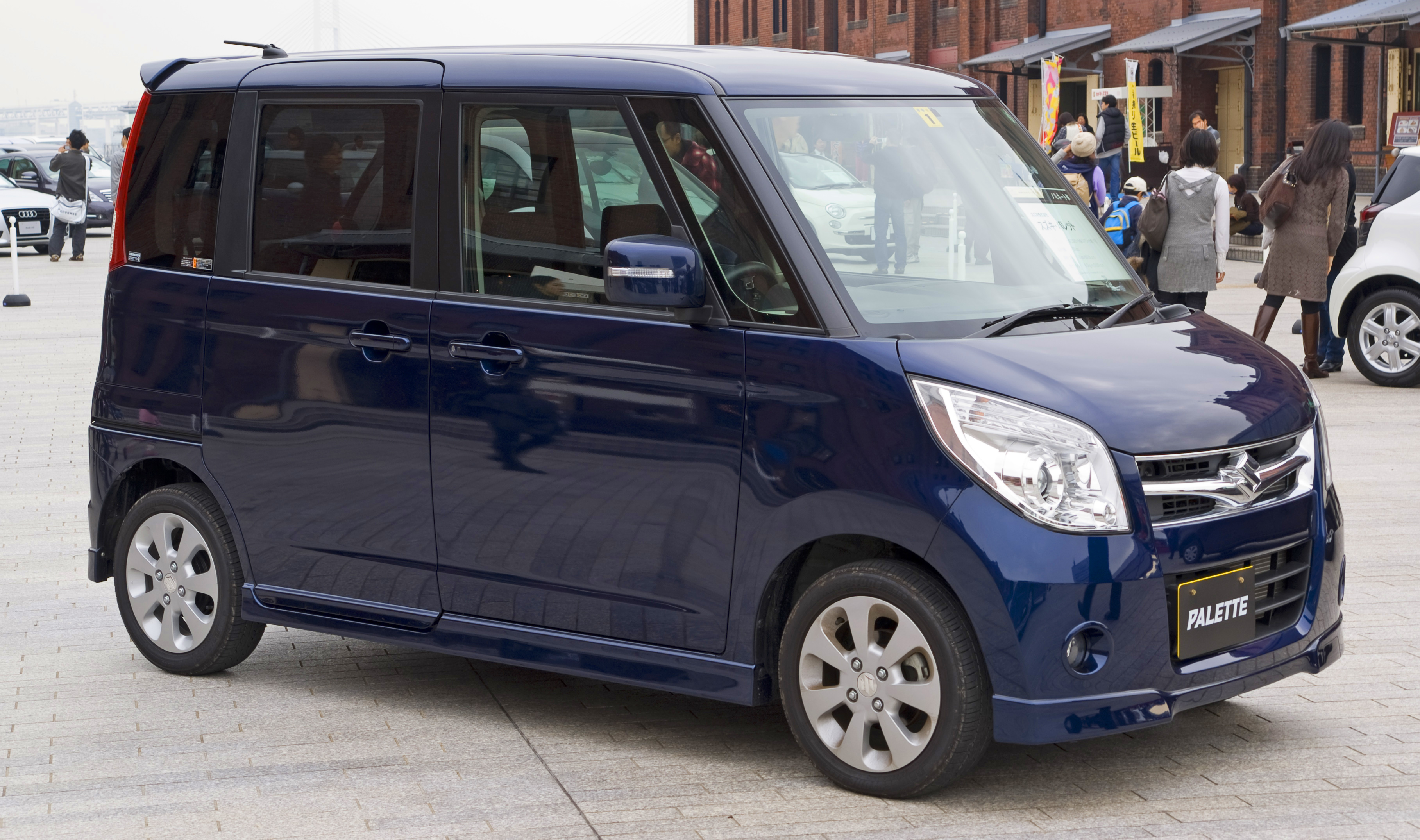
スズキ・パレット

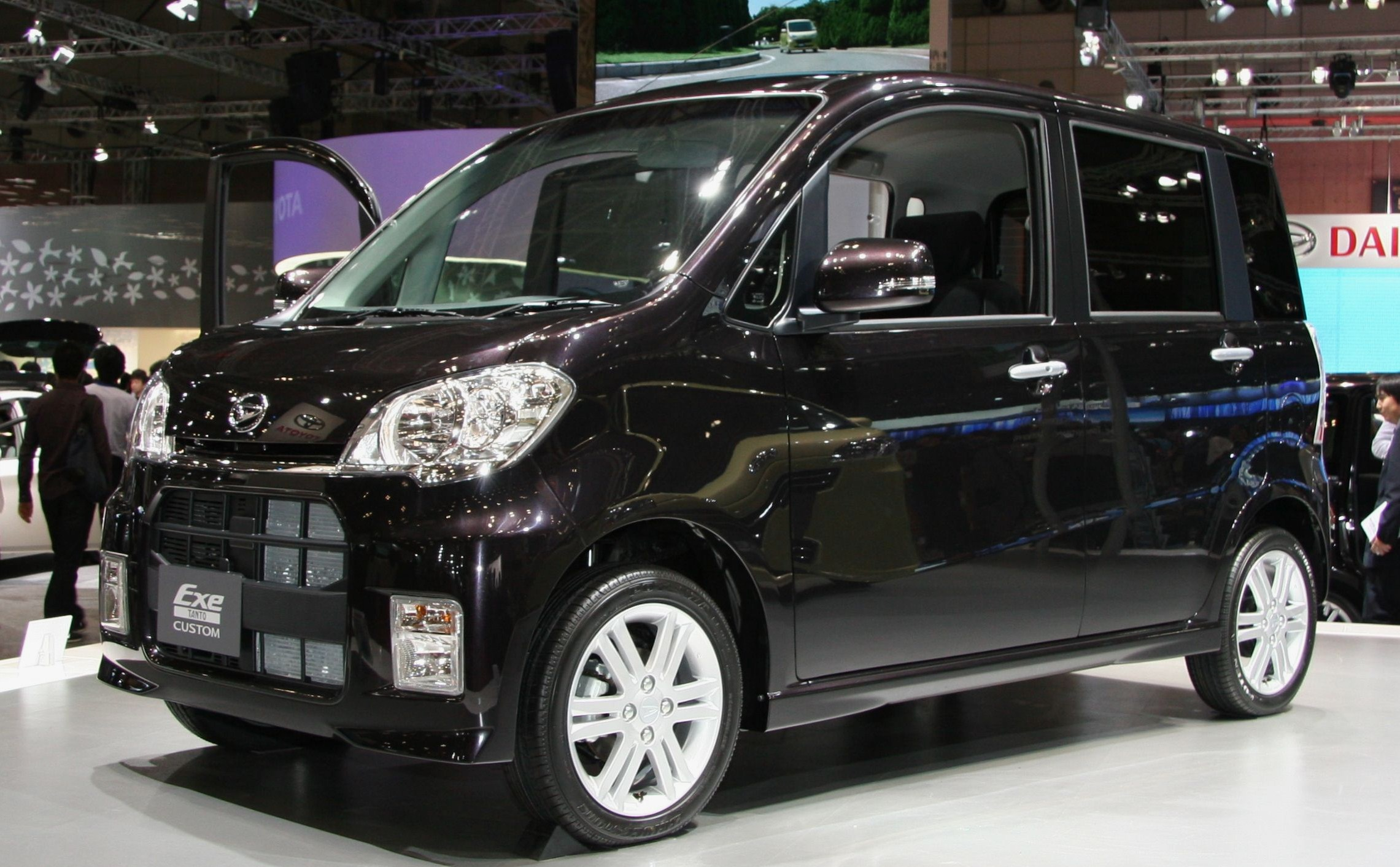
ダイハツ・タントエグゼ

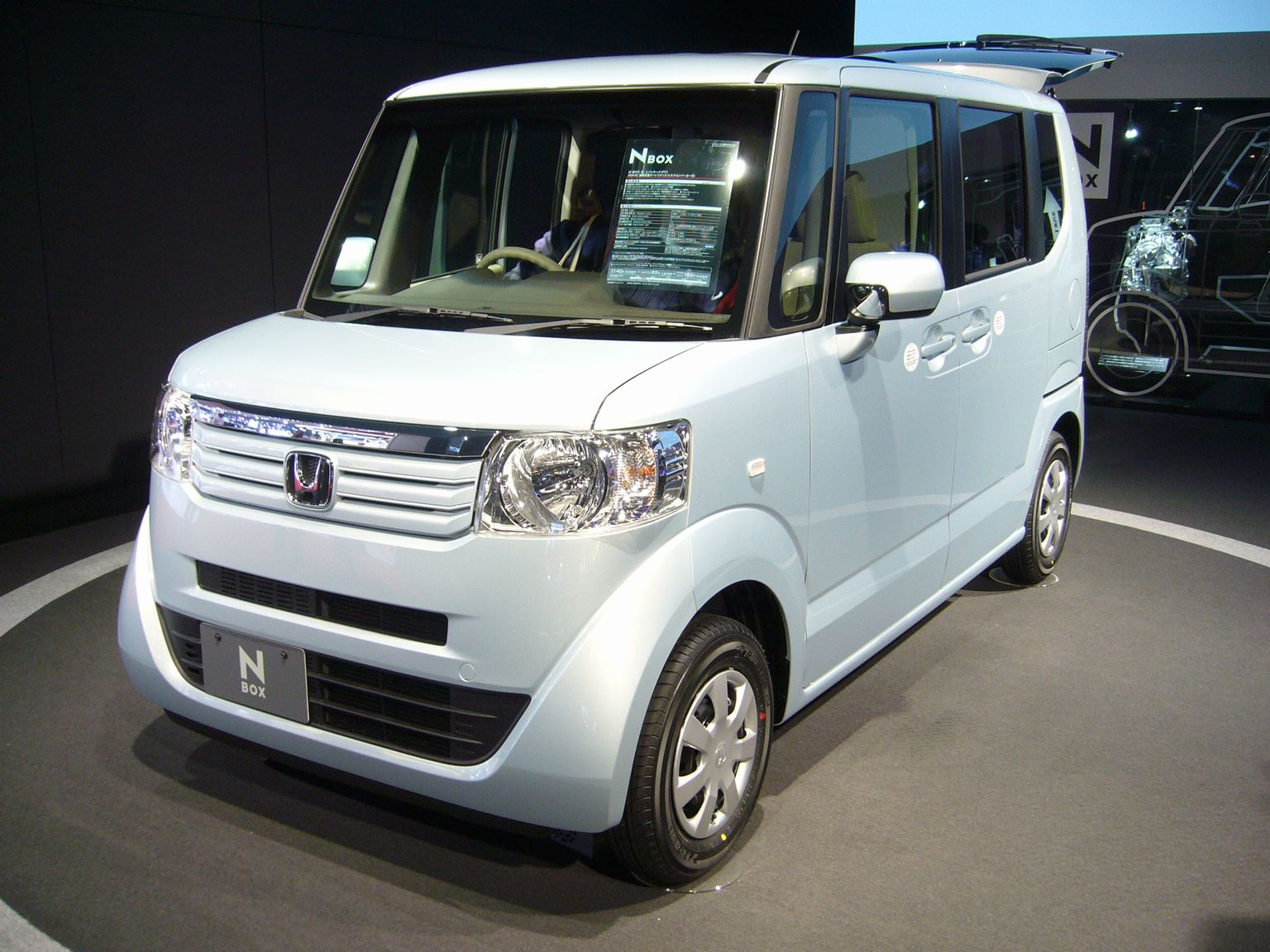
ホンダ・N-BOX（初代）

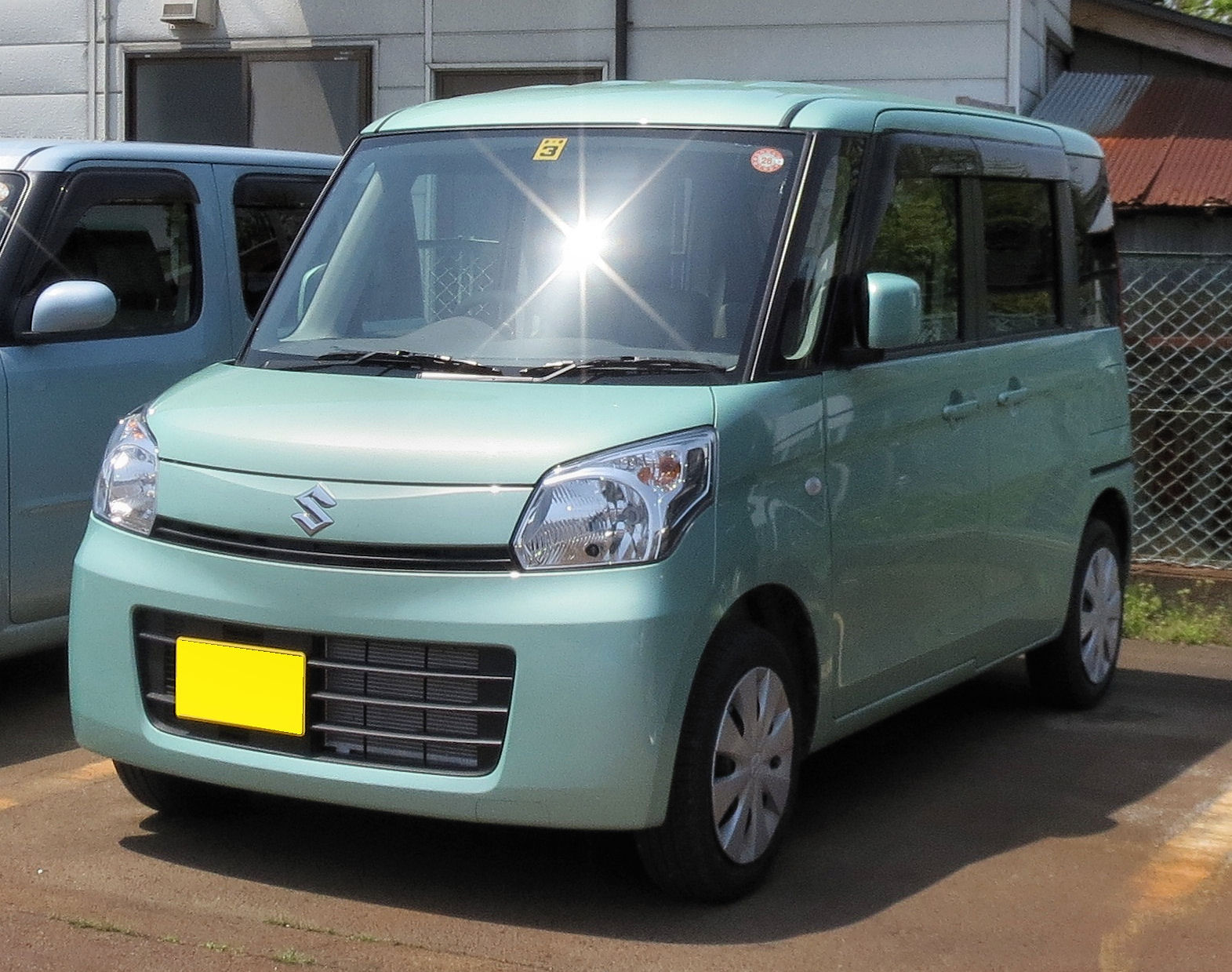
スズキ・スペーシア（初代）

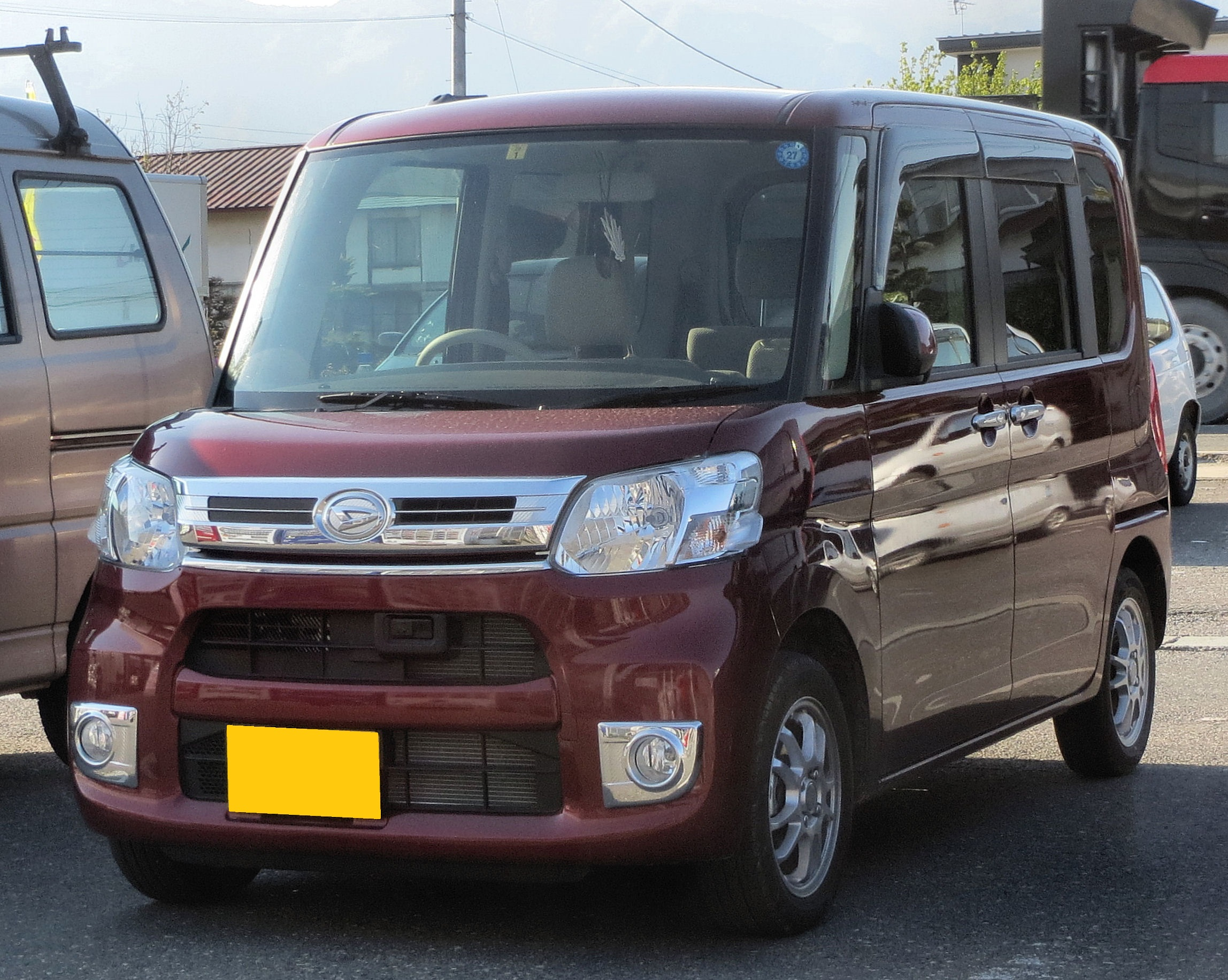
ダイハツ・タント（3代目）

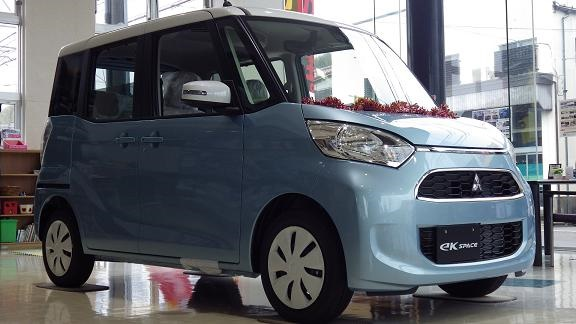
三菱自動車・ekスペース（初代）

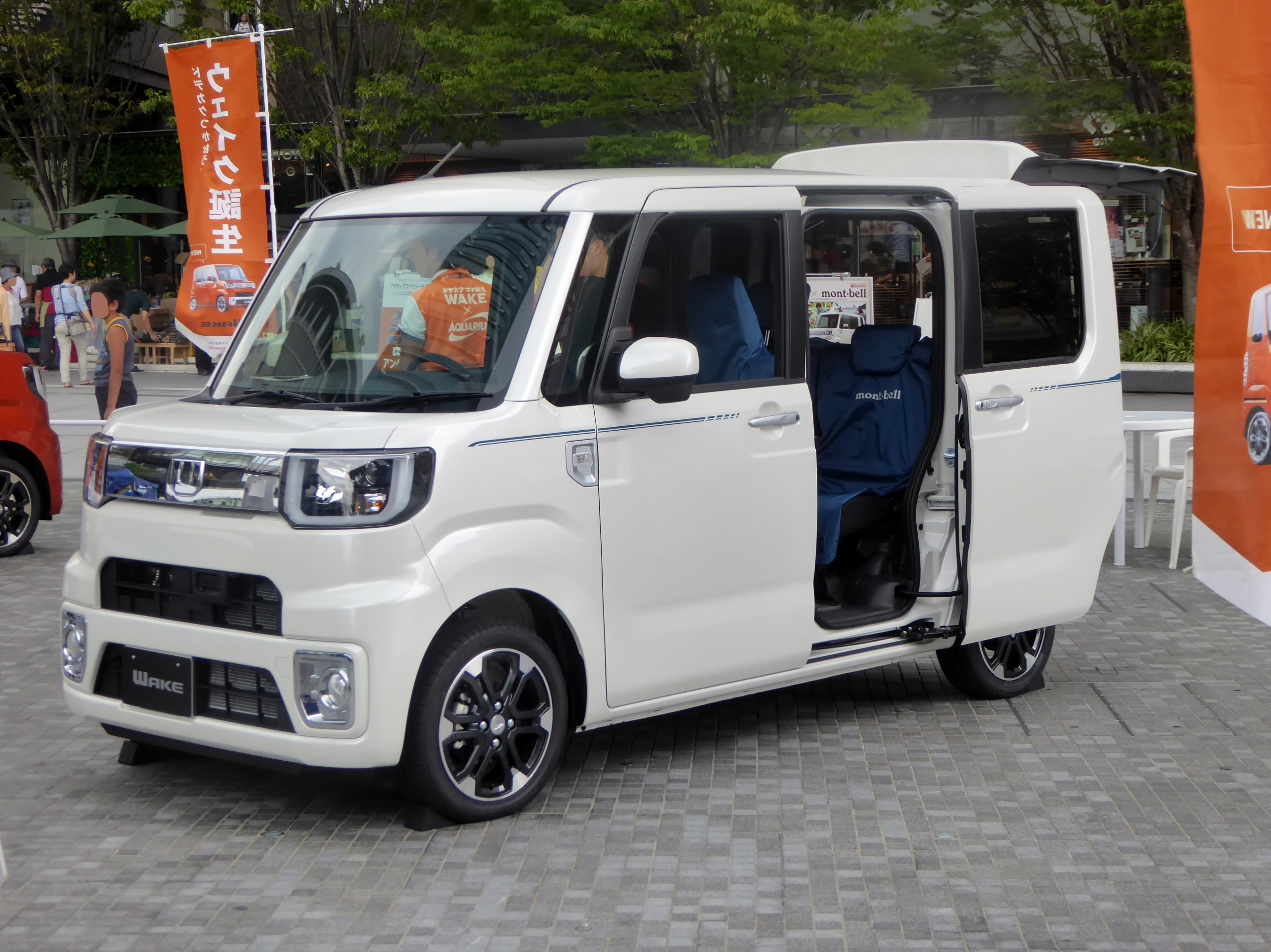
ダイハツ・ウェイク

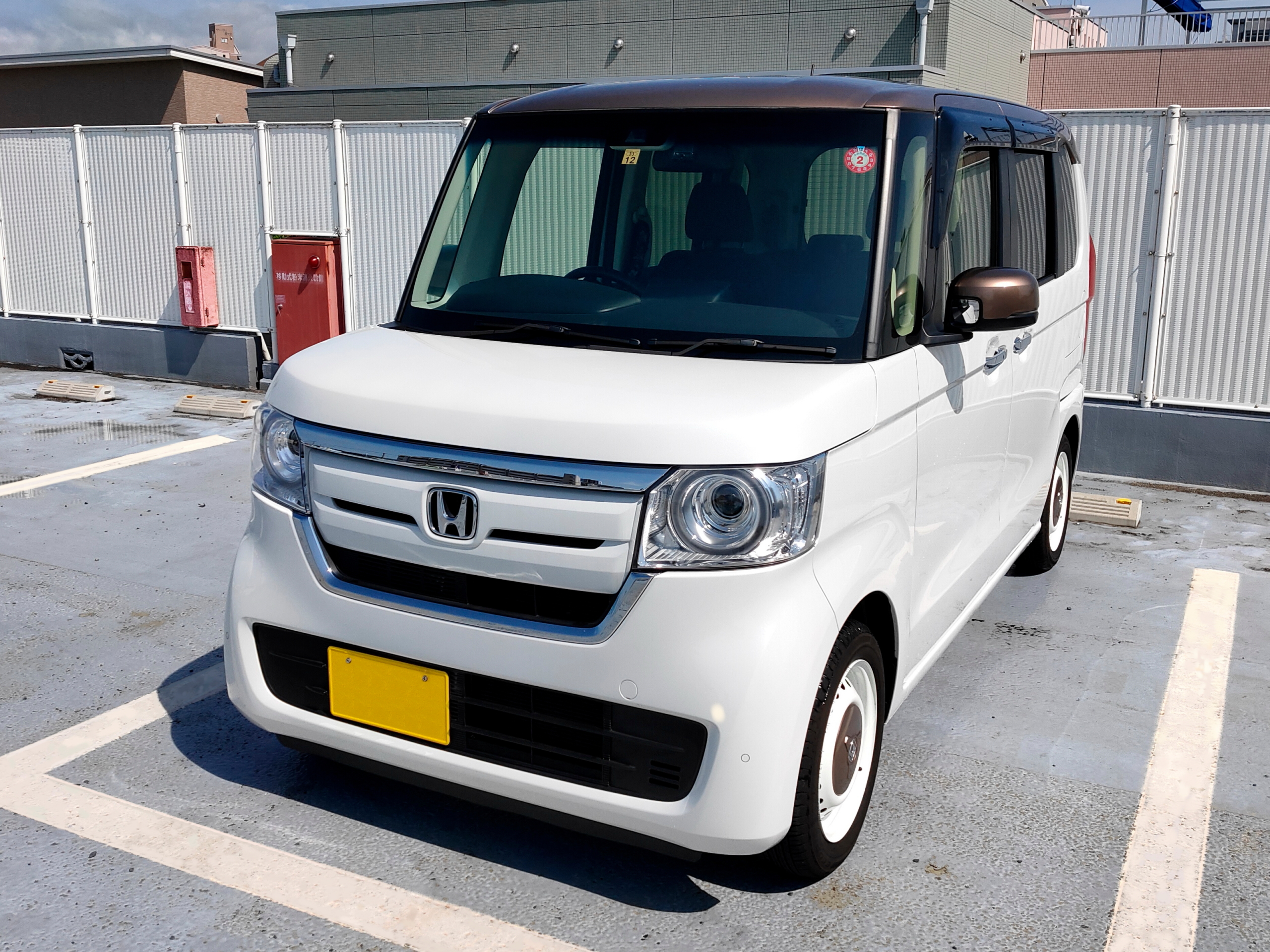
ホンダ・N-BOX（2代目）

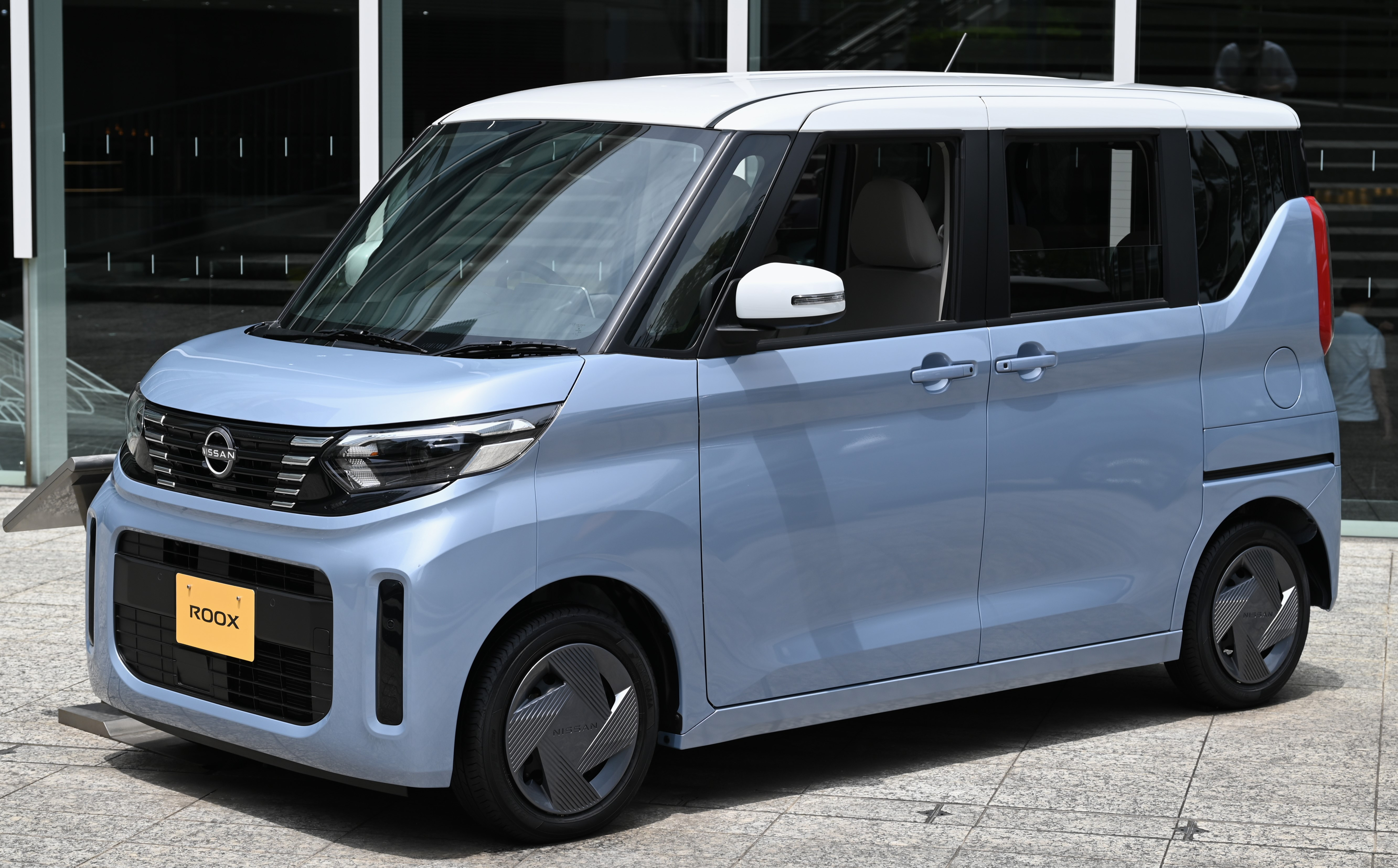
日産・ルークス　（3代目）

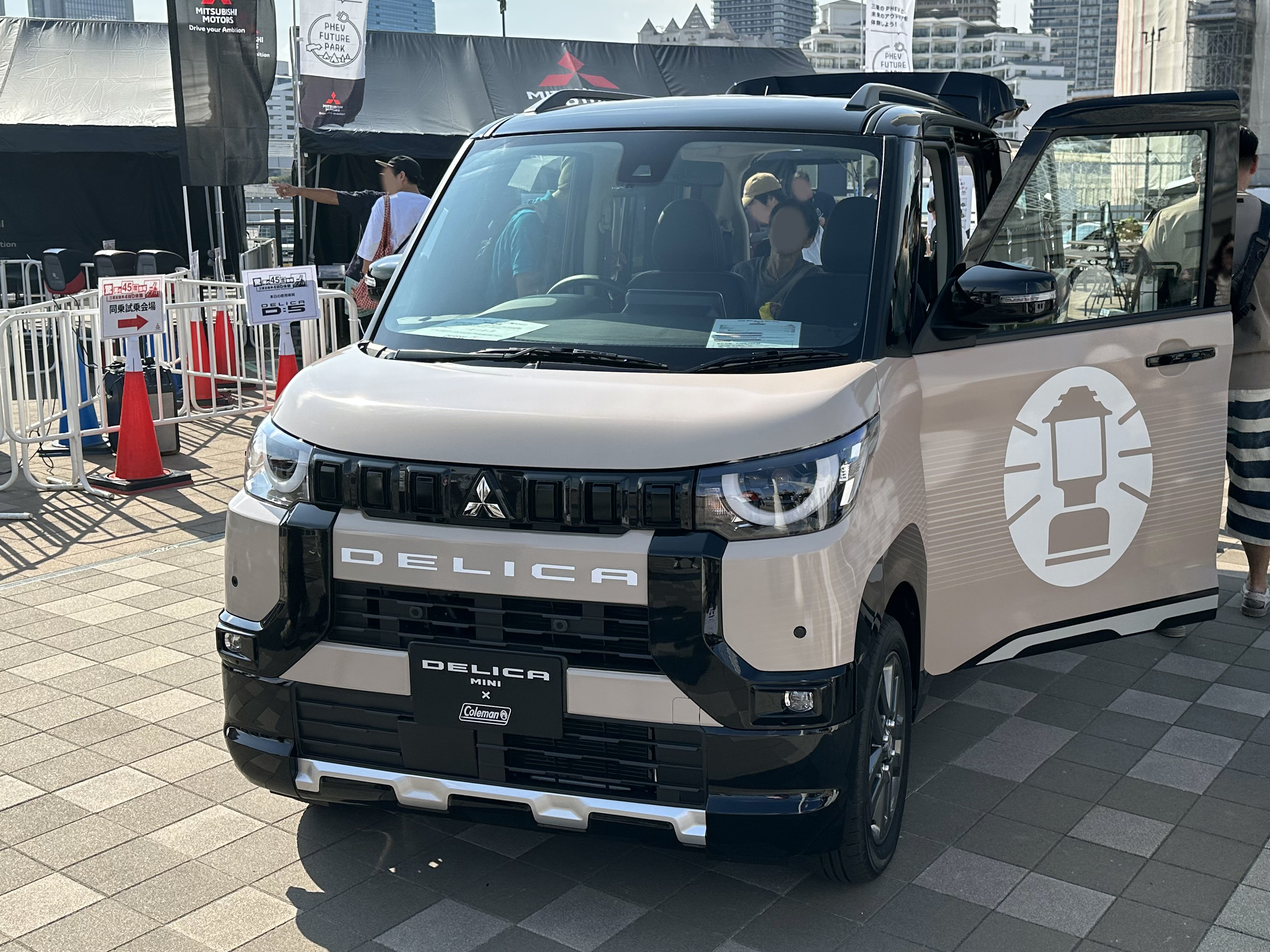
三菱・デリカミニ

1990年2月、「軽トールワゴン」の先駆けの1つと言えた軽自動車、三菱自動車「ミニカトッポ」が発売開始する。エンジン、駆動系、シャシ、バルクヘッド以前のボンネットは6代目ミニカと共通で、シートのヒップポイント（着座位置）はミニカそのままに、キャビン部分を背の高い形状として車内空間が広く開放的だった。その中でも、「初代 ミニカトッポ キャンバストップ装備車（Qc・Qｔ）」と「2代目 ミニカトッポ スーパーハイルーフ装備車（Rモデル）」のみが、車両全高1,745mmとなっており、今日の軽スーパーハイトワゴンの特徴でもある1,700mmを優に超しているため「軽スーパーハイトワゴン」の先駆けとも言えた。
ただし、その後全高1,700mmを超す軽自動車が製造されず、市場は軽ボンバンや「ワゴンR」が先導となる軽トールワゴンがリードしていた。
ダイハツは、スズキの「ワゴンR」に後れをとり、ミラがベースの「初代ムーヴ」を1995年に発売。ワゴンRに当初なかった高性能ターボ車や5ドア車、カスタム仕様で対抗し、「2代目ムーヴ」でさらに追撃した。しかし一度ブランドとして定着した軽トールワゴンの「ワゴンR」には及ばず、目先を変えてトールワゴンよりハイルーフのスーパーハイトワゴンを開発し始めたのがきっかけとなった。
ダイハツは2003年11月27日に「タント」を発売。「しあわせ家族空間」をコンセプトに、「ムーヴ」よりもキャビンの拡大がなされ、今までにない軽自動車の居住性を作り出すことに成功。結果として全高1,700mmを超え「軽スーパーハイトワゴン」のジャンルを確立させた。その後も2005年6月13日には、迫力のあるフロントフェイスに大型エアロバンパー等のエアロパーツを装着したスポーティ派生モデルの「タントカスタム」を発売した。なお、全てヒンジ型のドアを採用しており、90度近く開き使い勝手が良かった。その後、ダイハツは2007年12月17日に「2代目タント」を発売開始する。従来型同様の90度近く開く各ドアに加え、軽自動車初となる助手席側のみに「センターピラーレス」と「スライドドア」を組み合わせた「ミラクルオープンドア」が採用された。
スズキも「タント」に対抗し、2008年1月30日に「パレット」を発売。ボンネット型軽自動車として初の、後席両側にスライドドア（ターボエンジン搭載の「TS」モデルには両側電動式）が採用された。さらに、2009年9月17日の一部改良では、「G」「GS」を除く全車に市販車世界初となる副変速機構付CVT（日産自動車とジヤトコの共同開発）を採用。従来のスチールベルト式CVTに前進2段の変速機構を組み合わせたもので、ローギアでは発進時の加速を向上させ、ハイギアでは燃費の向上を実現した。2009年12月1日には日産へOEM供給を開始し、日産から「ルークス」として発売開始された。ただし、販売が好調な「タント」に比べ、売れ行きはあまり伸びず「パレット」は1代のみで生産終了となった。
ダイハツは2009年12月24日に「タントエグゼ」を発売。ヒンジ型のドアを採用したことなどによりタント比で60kgの軽量化がなされ、室内も座り心地の良いシートに変更し、上級志向のモデルを目差し発売された。なお、2009年4月20日からは富士重工業（現・SUBARU）へ「ルクラ」としてOEM供給を開始した。
その頃、ホンダは軽自動車の販売に苦戦を強いられていた。また、軽自動車事業の刷新に先駆けて行われたマーケティング調査で「軽ラインアップがライバルに比べ手薄であること」が指摘された。そのため当時、ホンダ軽自動車のラインアップにはなかった「軽スーパーハイトワゴン」で、販売が好調の「タント」に対抗しようと試み、開発に着手した。そして、2011年12月16日「N-BOX」を発売開始。発売直後から数多くの賞を受賞した。同車は、新設計の「Nシリーズ共通プラットフォーム」に加え、センタータンクレイアウトをホンダの軽自動車で初めて採用し、クラスでもっとも低いフロアを成功させた。
2012年6月26日、マツダが「フレアワゴン」を発売開始。スズキからのOEM供給車である。
スズキが、2013年3月15日に「スペーシア」を発売。2008年1月から販売されていた「パレット」のフルモデルチェンジとして発表された。パレットの特徴であった両側スライドドアや副変速機構付CVTを継承し、室内寸法・軽量化・燃費性能29.0km/Lなどに大きな進歩を持たせた。また、「ワンアクションパワースライドドア」、リアウインドーの「ロールサンシェード」を軽自動車として初めて装備し使い勝手が向上した。また、同年4月25日にマツダから「2代目フレアワゴン」が発売された。スペーシアのOEM供給車である。
ダイハツが、2013年10月3日に「3代目タント」を発売。先代で採用された「ミラクルオープンドア」のスライド幅を先代より100mmも拡張し、後席両側スライドドアを採用し、パワースライドドアも一部グレード採用で、使い勝手を向上させた。また後部座席の足元をフルフラットに変更、これによりA型ベビーカーをたたまずに搭載できるほどの積載性能となった。また、軽自動車初「助手席シートバックレバー」を採用した。なお、2014年に、登録車を含む新車販売台数で1位を獲得。これはダイハツ初、軽自動車初となる快挙となった。
2014年2月13日に、日産自動車が「2代目ルークス」・三菱自動車が「ekスペース」を発売開始した。どちらとも三菱自動車工業と日産自動車が共同出資するNMKVが開発を手掛ける車両となっている。どちらとも、NA車には約9km/h以下の段階から自動でエンジンを停止させ、ガソリンの消費を抑えるアイドリングストップシステムを搭載。さらに、減速時のエネルギーを利用して高出力のオルタネーターを回転させて発電し、効率よくニッケル水素電池に充電。充電した電力を電装品に供給することでガソリンの節約につなげるバッテリーアシストシステムも搭載され低燃費となった。
2014年11月10日に、ダイハツが「ウェイク」を発売開始。日常からレジャーまで幅広い用途に対応できる新ジャンルの軽自動車を目指して開発された。当時、全高1,835mmでありながら室内高が軽自動車で最も高い1,455mmを実現した。また、トヨタでは「ピクシスメガ」としてOEM販売された。
2015年からはホンダ「N-BOX」が軽4輪車部門の新車販売台数で首位を獲得。更に他社に比べ後発だったのにも関わらず、ホンダ4輪車史上最速となる累計販売台数100万台を達成するという大ヒットを記録、ホンダの看板車種となった。
2016年12月13日にスバルが「シフォン」を発売。ダイハツ・タントのOEM供給車にあたる。
2017年9月1日にホンダが「2代目N-BOX」を発売。N-BOXカスタムでは、軽自動車初のシーケンシャルウインカーを採用し、テールランプもすべてLEDとなった。また、ホンダの軽自動車では初めてとなる「Honda SENSING」を全グレードに標準装備
2017年12月14日に、スズキが「2代目スペーシア」を発売。新プラットフォーム・ハーテクトの採用や高張力鋼の拡大採用（重量比45%に達する）など軽量化策を駆使した。また、スズキ車では初となるスリムサーキュレーターも採用された。また、2018年2月8日にはマツダが「3代目フレアワゴン」を発売。OEM供給車である。
2019年7月9日に、ダイハツが「3代目タント」を発売。運転席のスライド量を最大540mmまで可能にする運転席ロングスライドシートを採用した。また、軽自動車では初の装備として助手席イージークローザー、タッチ&ゴーロック機能、ウェルカムオープン機能が採用された。さらに、DNGAによる最初の車種となった。また、同年7月25日には、OEM先のスバル「2代目シフォン」が発売された。
2020年3月19日に、日産自動車が「3代目ルークス」、三菱自動車が「2代目ekスペース」を同時発売開始した。加速時にモーターでエンジンをアシストするマイルドハイブリッドシステムが新たに搭載された。
2023年5月25日に、三菱自動車が「デリカミニ」を発売。2020年に投入されたeKクロス スペースの事実上の後継モデルとなる。グリップコントロールや、ヒルディセントコントロール（HDC）もeKクロス スペースに引き続き、デリカミニ専用チューニングが施された上で装備される。
2023年10月6日に、ホンダが「3代目N-BOX」を発売。メーターがホンダの軽自動車で初となる7インチTFT液晶となったことでダッシュボードがフラット化した。また、車載通信モジュール「Honda CONNECT」をホンダの軽自動車で初採用した。
2023年11月22日に、スズキが「3代目スペーシア」を発売。一部グレードにリアシートにスズキ車初となる「マルチユースフラップ」が装備され、引き出してフラップの角度を上げるとオットマンモードに、引き出した状態でフラップの角度を下げると走行時の安定姿勢をサポートするレッグサポートモードに、フラップを引っ込めた状態で跳ね上げると荷物ストッパーモードと目的に応じた使い分けが可能となった。また、同年12月25日にはマツダが「4代目フレアワゴン」を発売。OEM供給車である。

## 車種一覧
ダイハツ工業
- タント
- タントエグゼ
- ウエイク

スズキ
- パレット
- スペーシア

本田技研工業
- N-BOX

三菱自動車工業
- ekスペース
- デリカミニ

日産自動車
- ルークス（デイズルークス）

SUBARU（旧:富士重工業）
- ルクラ
- シフォン

マツダ
- フレアワゴン

トヨタ自動車
- ピクシスメガ

※全高1,700mmを超えていないが「ダイハツ・ムーブキャンバス」「スズキ・ワゴンRスマイル」含む場合がある。

## 派生派モデル

### SUV風カスタムモデル

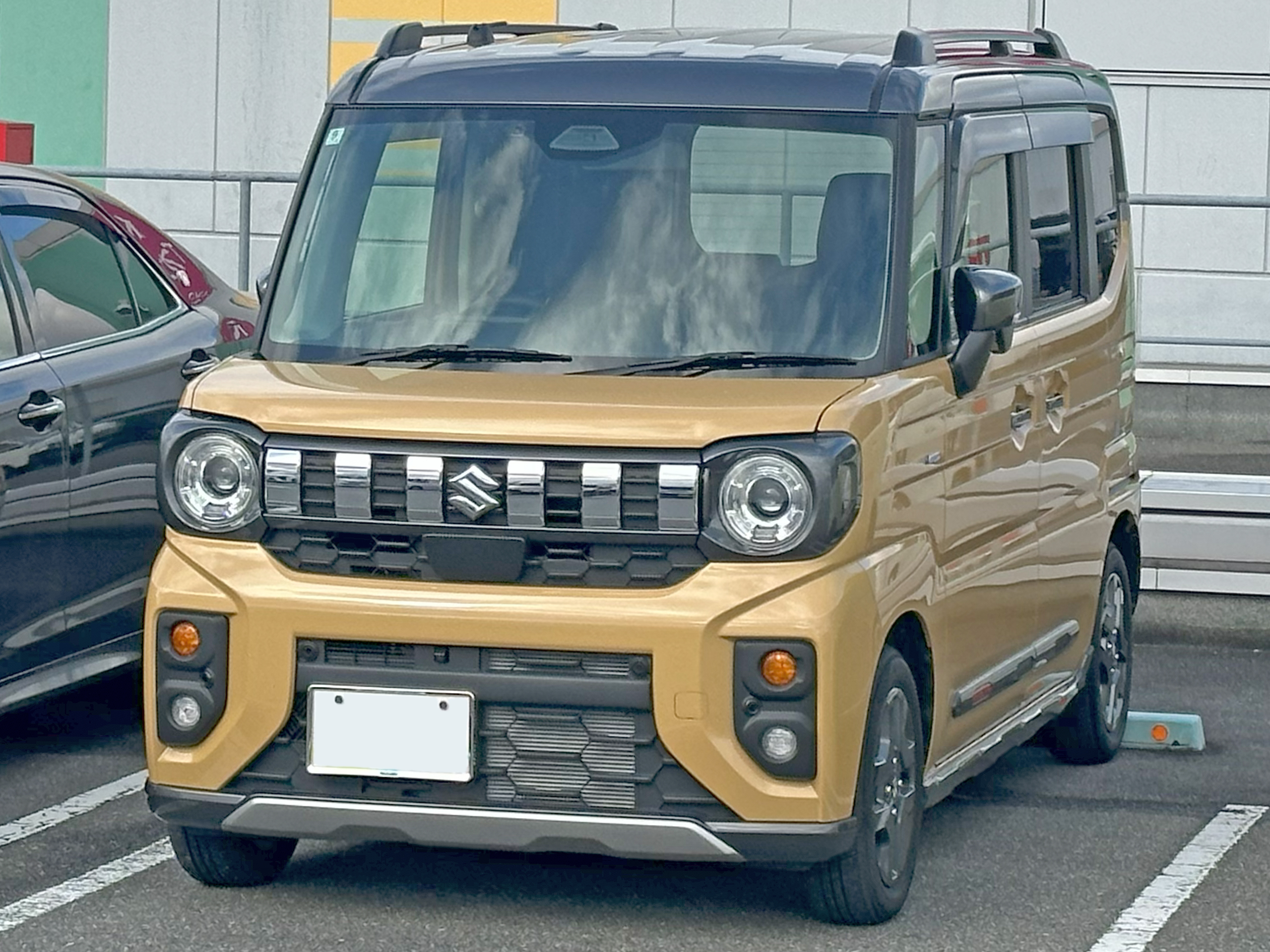
スペーシア ギア
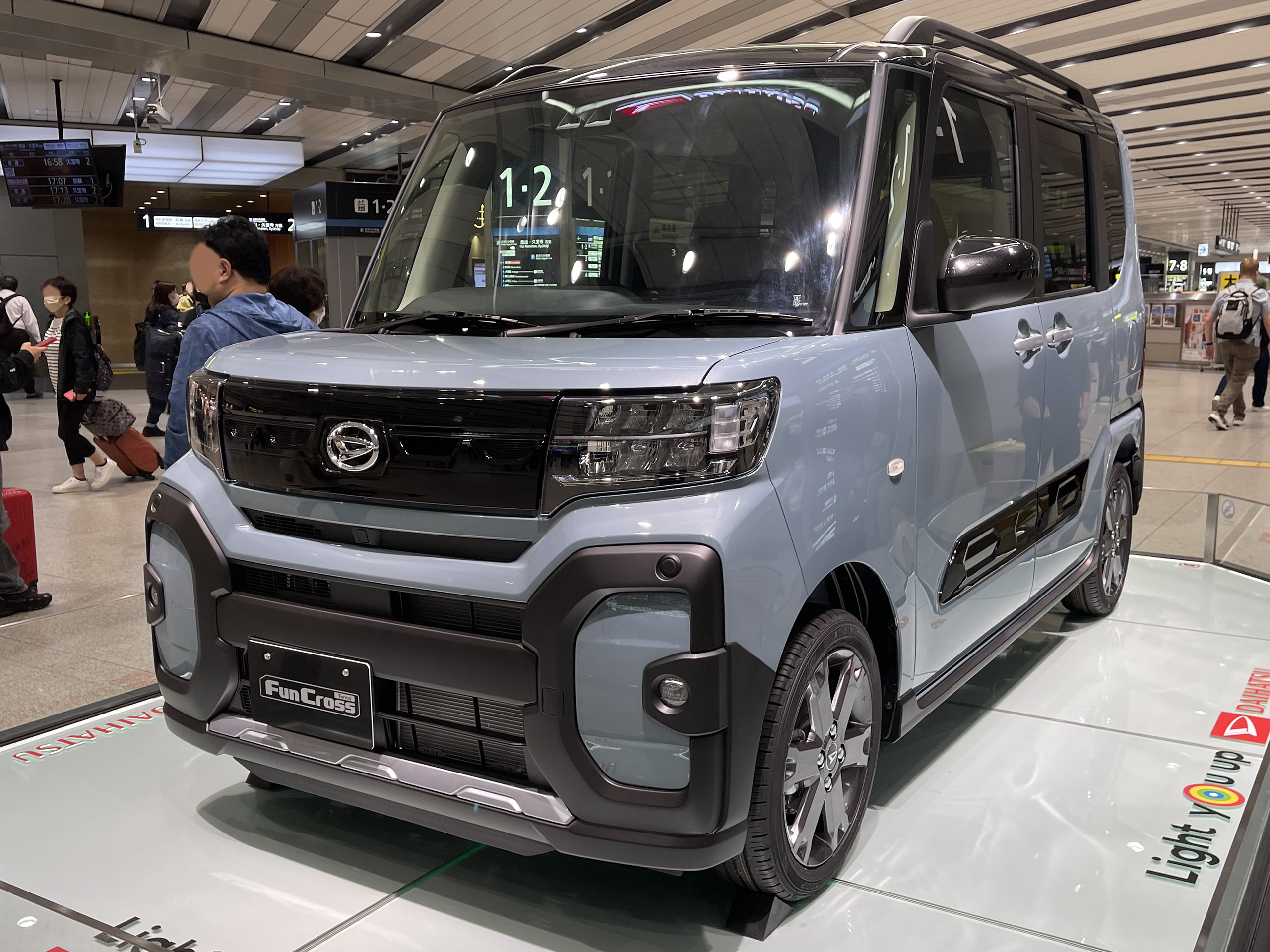
タント ファンクロス
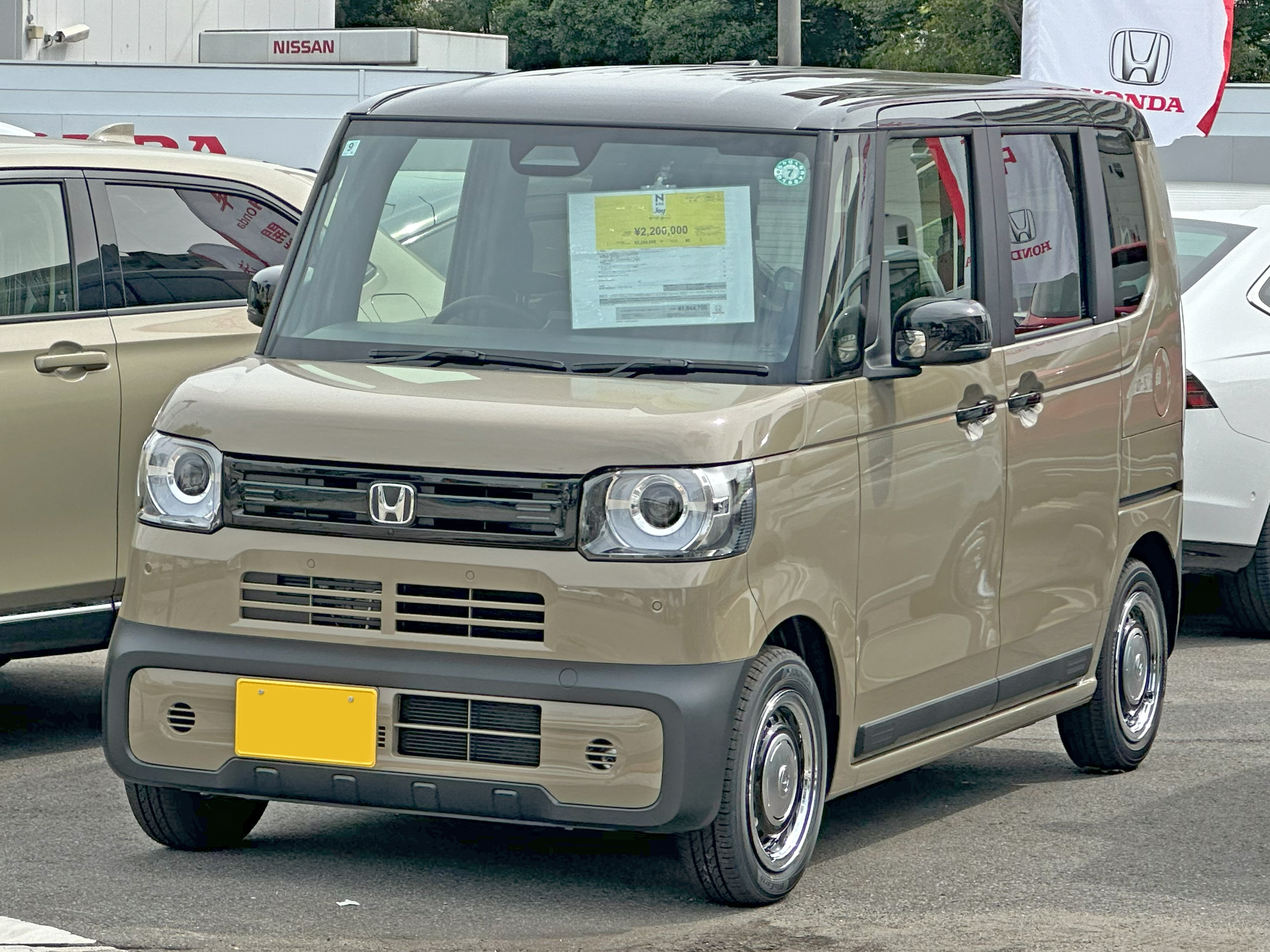
N-BOX Joy
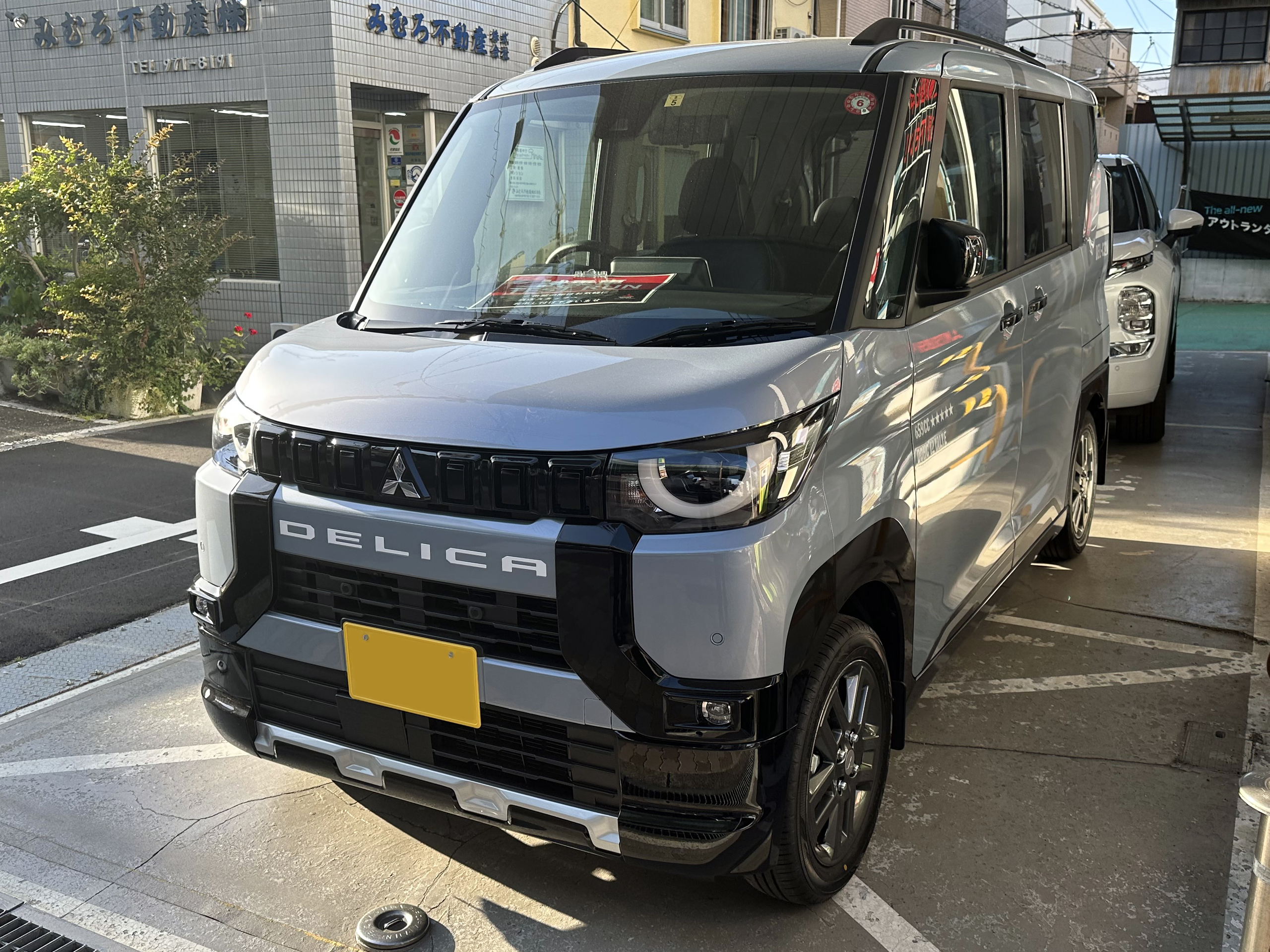
デリカミニ

### カスタムモデル

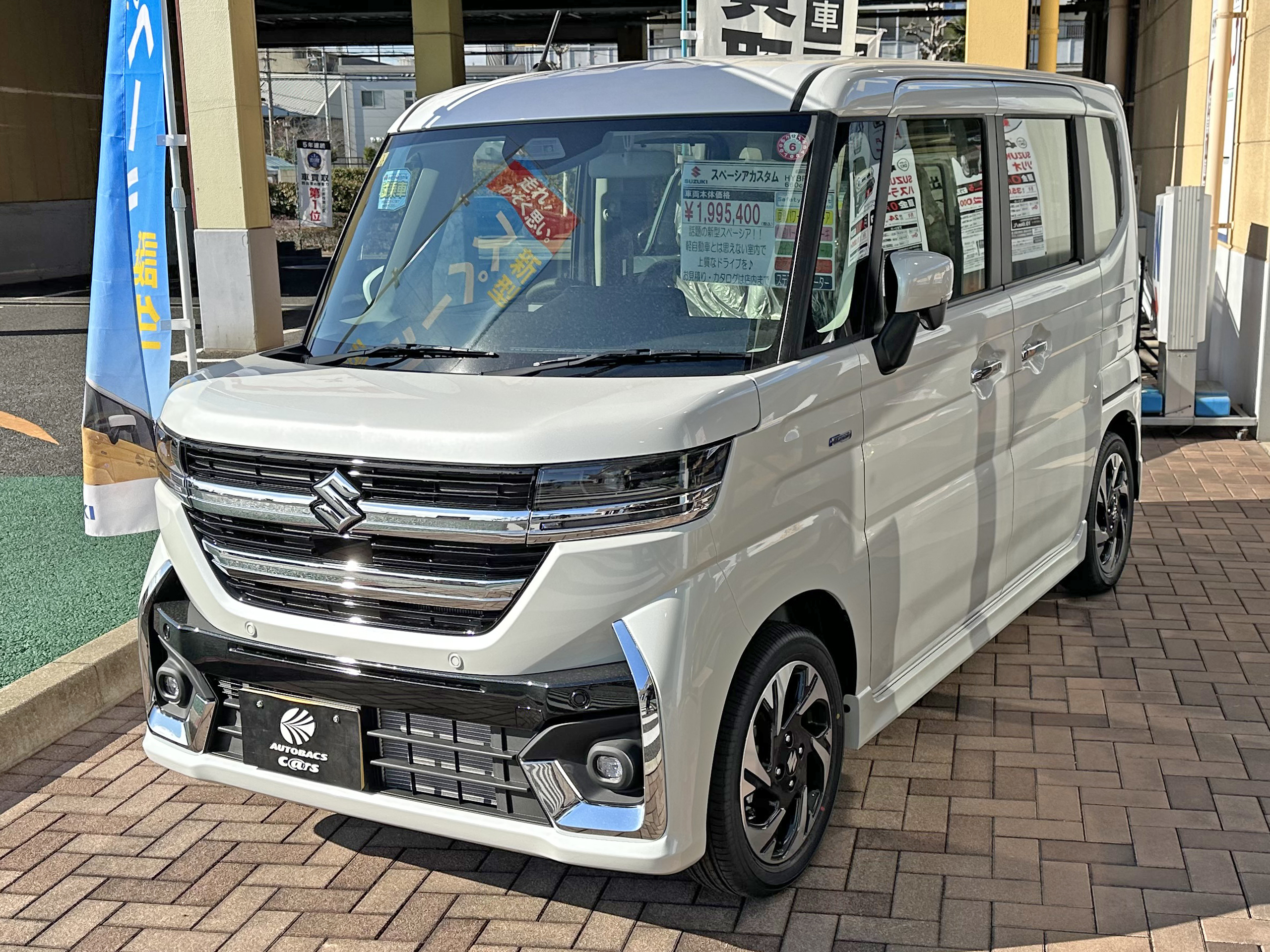
スペーシア カスタム
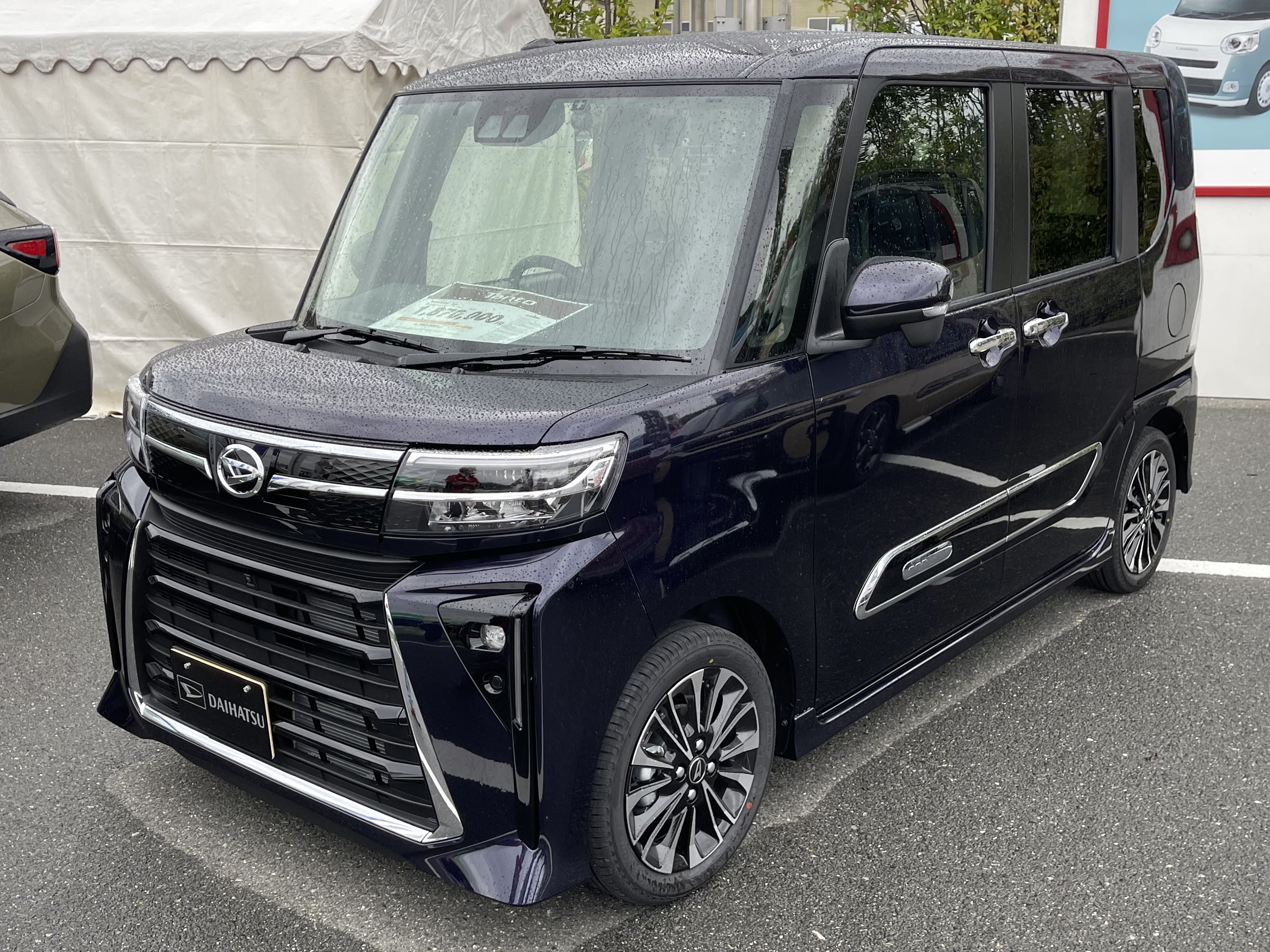
タント カスタム
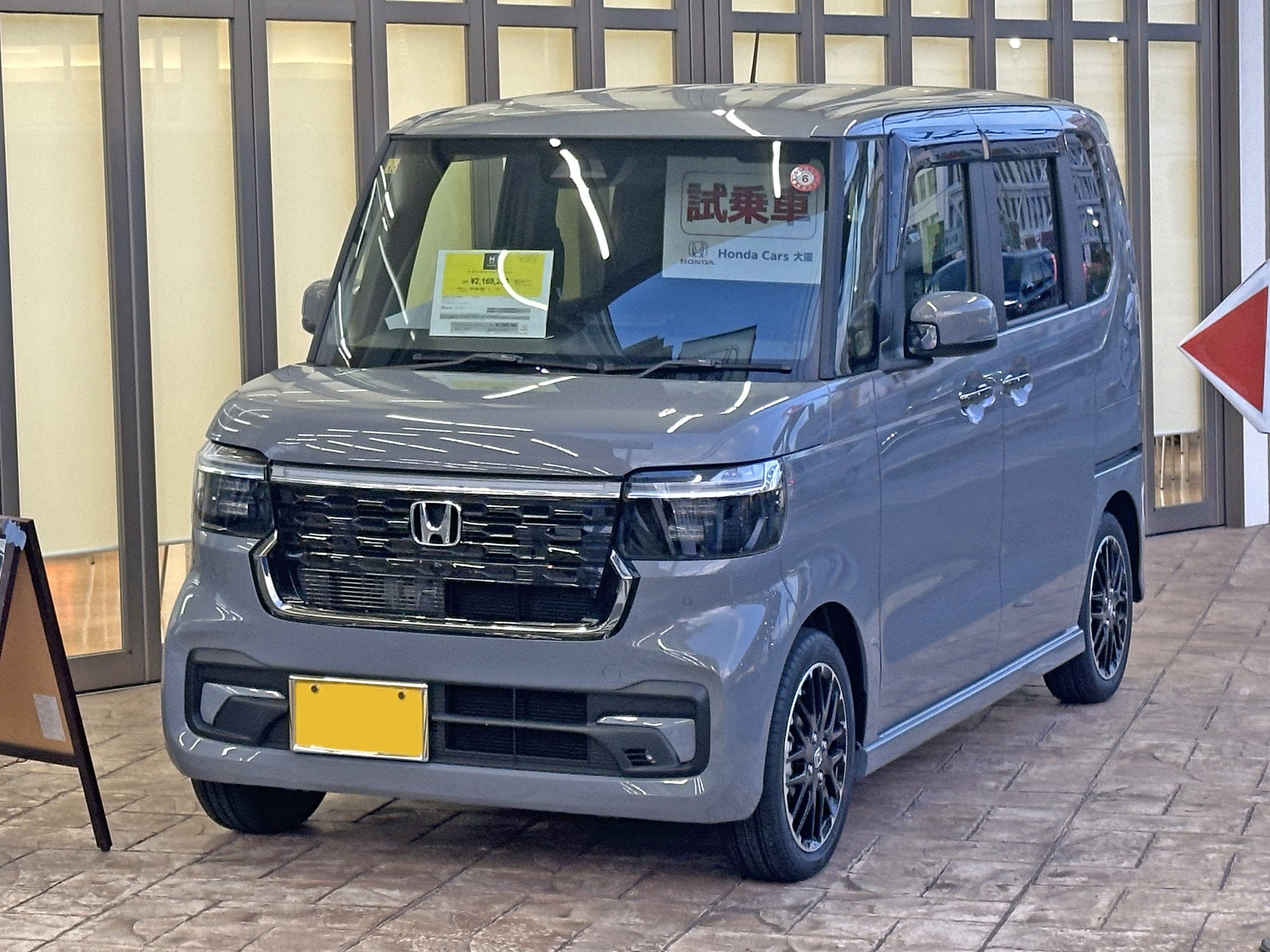
N-BOX CUSTOM
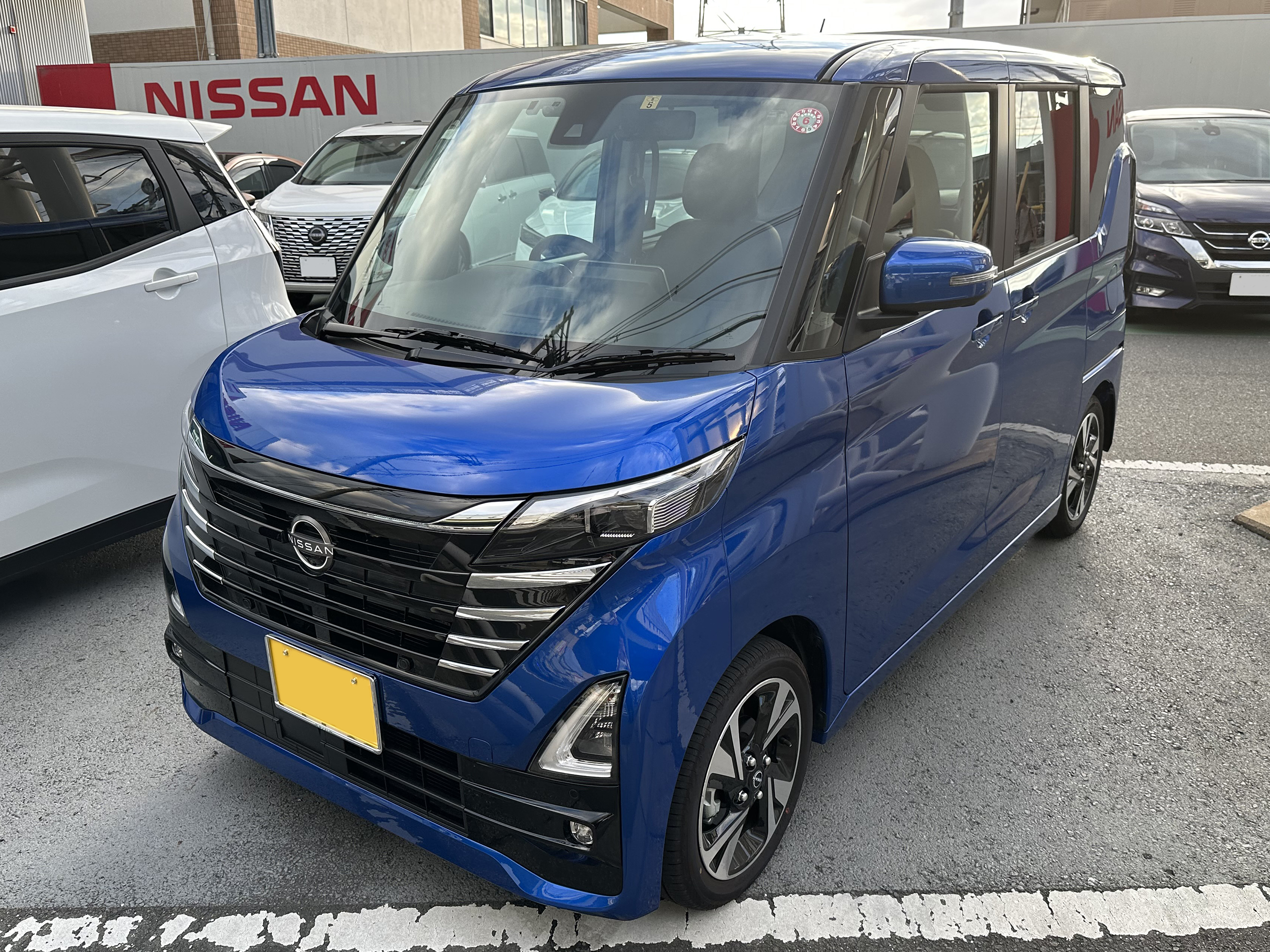
ルークス ハイウェイスター

## 軽キャブオーバーワゴン

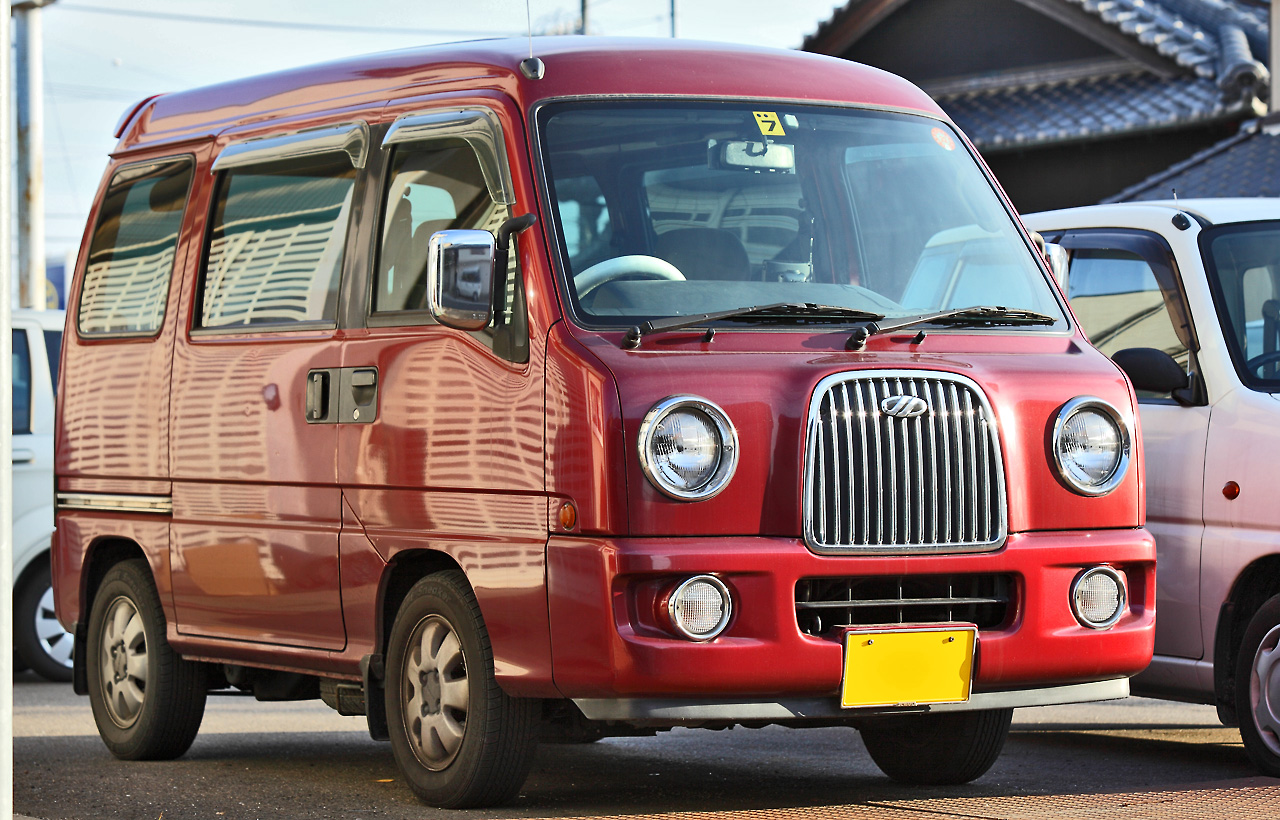
スバル・ディアスワゴン クラシック

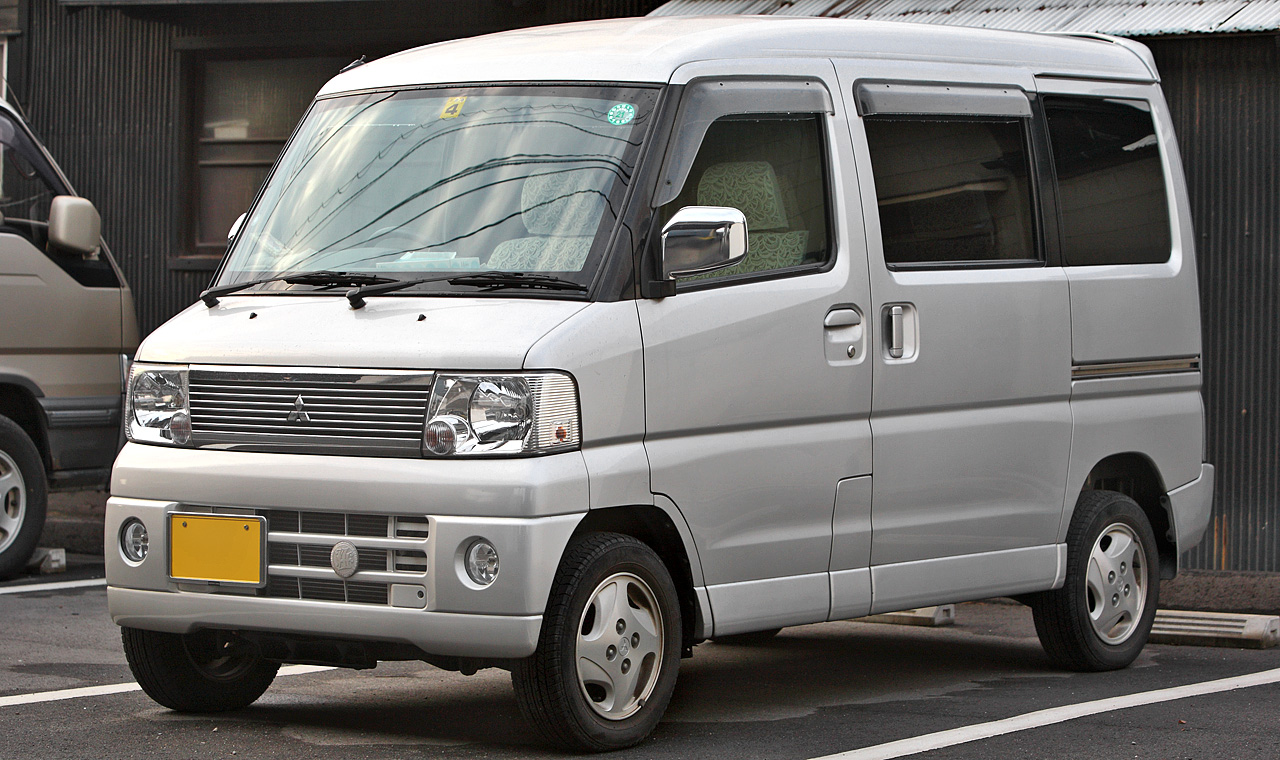
三菱・タウンボックス

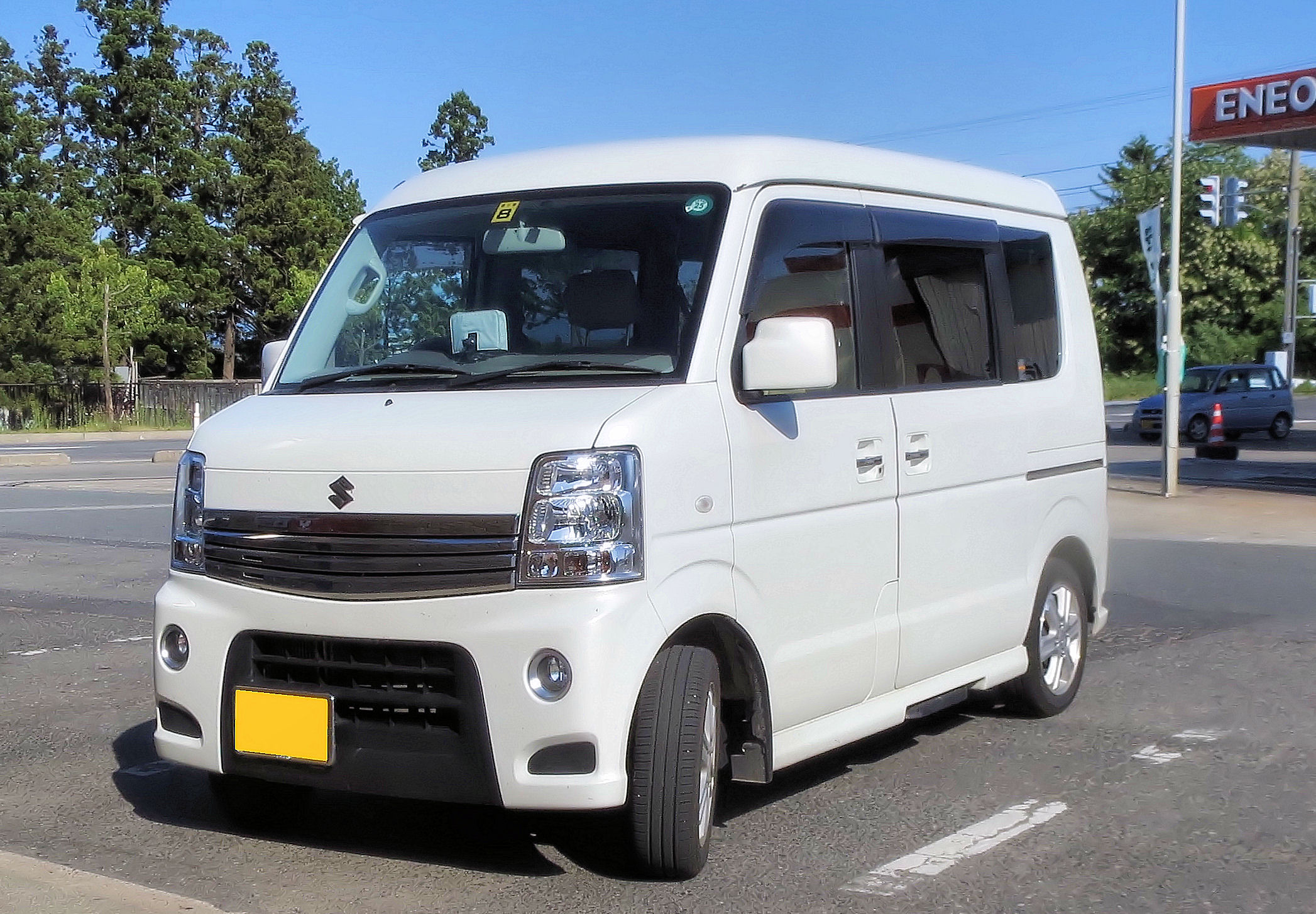
スズキ・エブリイワゴン

軽キャブオーバーワゴン（軽乗用ワンボックスワゴン・軽キャブワゴン）は、商用車登録では無く、軽ライトバン(貨物車）を元にしたワンボックス型の5ナンバー軽乗用車で、エンジンが運転席もしく車両後方部に縦置き配置で、駆動方式はFR・MRもしくはそれをベースとした4WDである。
なお、軽スーパーハイトワゴンの部類に入らない。軽スーパーハイトワゴンは乗員重視。対して軽キャブオーバーワゴンは荷物の積載量重視という違いがある。

### 車種
現行車種
- スズキ・エブリイワゴン
- 三菱・タウンボックス
- マツダ・スラムワゴン
- 日産・クリッパーリオ

過去の車種
- ダイハツ・アトレー（4代目と5代目のみ[注 4]）
- ホンダ・バモス
- ホンダ・バモスホビオ
- スバル・サンバートライ
- スバル・ディアスワゴン
- 三菱・ブラボー（2代目まで）